# Beisitzer
Ein Beisitzer ist eine Person, die in einem Gremium (Vereinsvorstand, Prüfungskommission, Gericht, bei Wahlen etc.) mitwirkt.
Die Aufgabe eines Beisitzers besteht im Wesentlichen darin, ungeachtet des Inhalts einer Sache, eine allgemein korrekte und faire Beurteilung und fairen Verfahrensablauf sowie eine objektive Beurteilung des Vorganges sicherzustellen.
Im österreichischen Disziplinarrecht, des Beamtendienstrechts u. a. fungiert ein(e) Bürgermeister(in) als „Beisitzer(in)“ in einer von der jeweiligen Landesregierung bestellten Disziplinarkommission.

## Beisitzer in Vereinsvorständen
In Vereinen können Beisitzer nach deutschem Vereinsrecht dem BGB-Vorstand oder dem erweiterten Vorstand angehören, je nachdem, wie dies innerhalb der Satzung geregelt ist. Mitglieder des erweiterten Vorstands sind jedoch im Unterschied zum BGB-Vorstand nach § 26 BGB nicht vertretungsberechtigt. Beisitzer können verschiedene Funktionen innerhalb des Vorstands wahrnehmen. Dies können u. a. sein:
- Übernahme eines bestimmten Fach-/Aufgabengebiets
- Stellvertretung und/oder Entlastung eines anderen Vorstandsmitglieds
- Public Relations
- Funktion eines Know-how-Trägers

## Beisitzer in Prüfungskommissionen
In Prüfungskommissionen (z. B. vor der Handwerkskammer oder bei Diplomprüfungen) ist in der Regel ein Beisitzer im Prüfungsausschuss. Sein Augenmerk liegt weniger auf der fachlichen Beurteilung des Prüflings, er achtet vielmehr auf einen fairen Prüfungsverlauf. Im betrieblichen Ausbildungswesen kommt häufig ein Mitglied des Betriebsrates oder der Jugendvertretung zum Einsatz.

## Beisitzer bei Gericht
Bei Gericht werden alle Mitglieder des Gerichts, die neben dem Vorsitzenden tätig sind, als Beisitzer bezeichnet. Diese können also sowohl Berufs- als auch Laienrichter sein. Die Besetzung eines Gerichts mit Beisitzern soll der Wahrung der Unabhängigkeit und Unvoreingenommenheit sowie dem Ausschluss von Willkür dienen, da sich die Mitglieder des Gerichts gegenseitig kontrollieren sollen, und eine größere Anzahl von Personen die Bildung von Seilschaften und ähnlichem verhindert. Ein Gericht wird in der Regel immer mit einer ungeraden Anzahl von Richtern besetzt um eine Pattsituation bei der Urteilsfindung zu verhindern.
Die Besetzung mit Laienrichtern repräsentiert die Anwesenheit des Volkes, welchem als Träger der Staatsgewalt, die Rechtsprechung obliegt. Ebenso sollen die Schöffen das Vertrauen in die Unbefangenheit und Unvoreingenommenheit des Gerichts stärken, da sie nicht der „Berufsgemeinschaft“ der Richter angehören, sondern ehrenamtlich tätige Bürger sind. Die ehrenamtlichen Richter stellen einen wichtigen Teil eines Gerichtes dar, da Urteile „Im Namen des Volkes“ gesprochen und verkündet werden.
Historische Amtsbezeichnungen für beisitzende Richter waren etwa Reichsgerichtsrat, Oberlandesgerichtsrat oder Landgerichtsrat.

## Stimmrecht
Ob ein Beisitzer stimmberechtigt ist, wird in der Satzung oder Ordnung festgelegt, in der auch das jeweilige Gremium definiert ist, dem er angehört. In Vereinsvorständen sind Beisitzer üblicherweise in vollem Umfang stimmberechtigt. Im Justizbereich hat auch die Stimme eines Schöffen den gleichen Stellenwert wie die des Berufsrichters.